# Félix Clouet
Félix Clouet, né le 22 novembre 1828 au Puiset et mort le 10 avril 1882 à Paris, est un peintre français.

## Biographie
Félix Clouet est le fils de Jean Hubert Clouet, jardinier, et d'Apoline Eugène Gallas.
Élève d'Émile Vernet-Lecomte, il expose au Salon de 1859 à 1882.
En 1867, il épouse Rose Marie Louise Mallet.
Il meurt à son domicile de la rue de Sèvres, à l'âge de 52 ans. Sont présentés de façon posthume deux tableaux au Salon de 1882.

## Œuvres exposées aux Salons parisiens
- Nature morte, au Salon de 1859
- Canard (nature morte), au Salon de 1861
- Une chevrette (effet de neige), au Salon de 1861
- Une coupe en agate et bijoux, au Salon de 1861
- Nature morte, au Salon de 1863
- Gibier, au Salon de 1864
- Gibier, au Salon de 1865
- Un lièvre, au Salon de 1865
- Gibier ; nature morte, au Salon de 1867
- Perdrix et Lapin ; nature morte, au Salon de 1867
- Gibier ; nature morte, au Salon de 1868
- Le Renard et la Poule, au Salon de 1868
- Gibier ; nature morte, au Salon de 1869
- Un héron ; nature morte, au Salon de 1869
- Gibier ; nature morte, au Salon de 1870
- Lapin et Canard ; nature morte, au Salon de 1870
- Gibier d’automne, au Salon de 1872
- Lapin et Sarcelle, au Salon de 1873
- Lièvre, canards et perdrix, au Salon de 1873
- Heath-cock (coq de bruyère), au Salon de 1874
- Gibier, au Salon de 1874
- Groupe de gibier, au Salon de 1875
- Poule de bruyère et Gibier d’automne, au Salon de 1875
- Gibier, au Salon de 1876
- Nature morte, au Salon de 1876
- Canards et Lapin, au Salon de 1877
- Lièvre et Faisan, au Salon de 1877
- Chien et Gibier, au Salon de 1878
- Gibier, au Salon de 1878
- Groupe de gibier, au Salon de 1879
- Nature morte, au Salon de 1879
- Groupe de gibier, au Salon de 1880
- Poule de Bruyère, au Salon de 1880
- Gibier, au Salon de 1881
- Un renard, au Salon de 1881
- Gibier, au Salon de 1882
- Gibier, au Salon de 1882